# Kozjan
Kozjan es una localidad de Croacia en el municipio de Plitvička Jezera, condado de Lika-Senj.

## Geografía
Se encuentra a una altitud de 831 m s. n. m. a 204 km de la capital nacional, Zagreb.

## Demografía
Para la fecha del censo 2011 la localidad se encontraba deshabitada.
| Gráfica de población de Kozjan 1857-2011                            |
|                                                                     |
| Según los censos de población de la oficina estadística de Croacia. |